# Listă cu articole publicate de Ioana Sava
Aceasta este o lista cu articole publicate de Ioana Sava în „Revista Telegrafică, Telefonică și Poștală” (RTTP):
RTTP Anul I, Octombrie 1907 - Septembrie 1908’’
p. 29   Scrisoare
RTTP Anul II, Octombrie 1908 - Septembrie 1909’’
RTTP Anul III, Octombrie 1909 - Septembrie 1910’’
p. 029   Porniri urâte
p. 056   Ceva despre prietenie
p. 215   Păreri asupra fericirii
p. 245   Despre antipatie
p. 318   Binefacerile vilegiaturei
Culegeri
p. 086   Mirosul gurei si boalele de stomach.
p. 157   Filosofia durerii
p. 153   Cărbunele mașinii umane
p. 122   Din ale medicinii
p. 219   Din hygiena alimentară
p. 248   Dietetica bolnavilor
Maxime și cugetări
paginile 31, 59, 88, 124, 159, 191, 224, 247, 268, 301, 320, 352, 383;
Rețete practice
paginile 32, 60, 92, 124, 160, 224;
RTTP Anul IV, Octombrie 1910 - Septembrie 1911
p. 025   Lingușitorii și lingușiții
p. 107   Clevetirea
p. 121   Medicii
p. 258   Bunătatea
p. 409   Cititul
RTTP Anul V, Octombrie 1911 - Septembrie 1912
p. 023   Vieața simplă.
p. 135   Amabilitatea.
p. 153   Femenismul.
RTTP Anul VI, Octombrie 1912 - Septembrie 1913
de completat
p. 227   Să fim miloși cu săracii
p. 431   Lingușitorul
p. 435   Maxime și cugetări
RTTP Anul VII, Octombrie 1913 - Septembrie 1914
p. 069   Ajunul anului nou
p. 347   Despre amintiri.
p. 471   Toamna.
RTTP Anul VIII, Octombrie 1914 - Septembrie 1915
p. 100   Cum judecăm?
p. 125   Singurătatea
p. 257   Binefacerile vilegiaturei.
RTTP Anul IX, Octombrie 1915 - Septembrie 1916
p. 84   Educația prin fapte
p. 107   Menirea femeii
p. 151   Amintiri
p. 209   Încrederea în sine

### Traduceri
Traduceri publicate în „Revista Telegrafică, Telefonică și Poștală”
 RTTP Anul I, Octombrie 1907 - Septembrie 1908
p. 268   Mizeriile slujbașilor (după André Theuriet).
p. 312   Surugiul
p. 344   O idilă la telefon
p. 376   Poștașu
RTTP Anul II, Octombrie 1908 - Septembrie 1909
RTTP Anul III, Octombrie 1909 - Septembrie 1910
p. 083 Cele 13 virtuți ale lui Franklin
p. 084 Reveillonul din Austerlitz
p. 089 Cele 7 sfaturi hygienice ca să nu îmbătrânim curând
p. 089 Diamantul, (istorioară)
p. 119 Din viața poetului Heine
p. 184 Violetele, (nuvelă)
p. 221 Rugăciunea unei inimi bune.
p. 221 O stea.
p. 220   Arta de a trăi
RTTP Anul IV, Octombrie 1910 - Septembrie 1911
p. 039   Un accident de cale ferată
p. 076   Farsă de biurou 76.
p. 123   Ah ! acești funcționari P. T. T.
p. 181   Spovedania unei urne electorale
p. 189   Din viața slujbașilor
p. 227   Buchetul de violete
p. 229   D-nu X... prim-ministru
p. 259   Femeia fără religie
p. 260   De ale telegrafiștilor
p. 324   Dreptate!
p. 332   O legătură
p. 374   Suflarea fraternităței
p. 379   Polița
p. 382   Facultăți ascunse la animale
p. 407   Pentru a reuși în viață
p. 417   Sacrificiul
p. 406, 435   Pentru a reuși în viață
p. 438   Devotamentul
p. 444   Arta de a îmbătrâni.
RTTP Anul V, Octombrie 1911 - Septembrie 1912
p. 19, 61, 99, 147, 201, 241, 275, 314, 352, 389   Pentru a reuși în viață
p. 026   Lozul blestemat.
p. 027   Publicul și funcționarii.
p. 029   În țara Duminicei.
p. 030   Un erou de 12 ani
p. 064   Bucata de pâine
p. 070   Reflecțiile unui ceasornic.
p. 071   Un mare inventator uitat (culegere).
p. 113   Margareta Morus.
p. 115   Cele două deșteptări.
p. 156   Prin fir special.
p. 207   Reverie.
p. 208   Într'un birou de poștă.
p. 251   Tolstoi intim.
p. 287   Prima ipotecă,
p. 323   La judecătorul de instrucție,
RTTP Anul VI, Octombrie 1912 - Septembrie 1913
p. 191   Cauze mici, efecte mari (din franțuzește)
p. 194, 230, 260, 293, 398, 433   Scrisori către o tânără fată (din franțuzește)
p. 264   O căsnicie modernă (localizare din franțuzește)
p. 287   Prima jucărie (din franțuzește)
p. 368   Cu un sfert de ceas mai devreme (din franțuzește)
p. 391   Copilul fără mamă (din franțuzește)
p. 396   Omul care plânge (din franțuzește)
p. 429   Cecul (din franțuzește)
RTTP Anul VII, Octombrie 1913 - Septembrie 1914
p. 041   Pădurea
p. 067   La liceu.
p. 100   Frumoasele cadouri.
p. 105   In Nazareth.
p. 114   Cele două deșteptări.
p. 140   Un suflet.
p. 102   Spovedania unei urne electorale.
p. 348   Monștrii de bărbați.
p. 354   Curenții gândirei.
p. 432   Pagini regăsite.
 RTTP Anul VIII, Octombrie 1914 - Septembrie 1915
p. 032   Vocea patriei.
p. 067   Complice ? .
p. 96   Surpriza infailibilului teuton
p. 132   Excursie în lumea mărei.
p. 153   Umbrele trec
p. 155   Educațiunea copiilor
p. 201   Elogiul ambiției
p. 234  Medalia
p. 299, 323   Pentru a reuși in viață (din franțuzește după Sylvain Roudin)
p. 329   încercarea 329.
RTTP Anul IX, Octombrie 1915 - Septembrie 1916
p. 128   Suflet de marinar (de Albert, Prinț de Monaco)